# Wishmaster (film)
Wishmaster is een film van uit 1997, geregisseerd door Robert Kurtzman. Hoewel de film niet geregisseerd werd door Wes Craven, is de film ook bekend onder de titel Wes Craven's Wishmaster. Hij was als uitvoerend producent bij de film betrokken.

## Rolverdeling
| Acteur               | Personage                  |
| -------------------- | -------------------------- |
| Tammy Lauren         | Alexandra Amberson         |
| Andrew Divoff        | Djinn / Nathaniel Demerest |
| Robert Englund       | Raymond Beaumont           |
| Chris Lemmon         | Nick Merritt               |
| Wendy Benson         | Shannon Amberson           |
| Tony Crane           | Josh Aickman               |
| Jenny O'Hara         | Wendy Derleth              |
| Ricco Ross           | Lieutenant Nathanson       |
| Gretchen Palmer      | Ariella                    |
| Angus Scrimm         | verteller                  |
| George 'Buck' Flower | dakloze                    |
| Ted Raimi            | Ed Finney                  |
| Kane Hodder          | veiligheidsagent           |
| Tony Todd            | Johnny Valentine           |
| Reggie Bannister     | apotheker                  |
| Joseph Pilato        | Torelli                    |
| Dennis Hayden        | veiligheidsagent           |
| Tom Savini           | Man in apotheek            |

## Verhaal
De film gaat over een boosaardige geest, een djinn (Andrew Divoff), die wensen op een letterlijke manier vervult. De tagline van de film is dan ook Be careful what you wish for; kijk uit met wat je wenst.
De Djinn zat opgesloten in een sieraad, een rode opaalachtige steen. Hij werd hierin gevangengezet door een Iraanse tovenaar. In het heden wordt de djinn vrijgelaten door Alexandra Amberson (Tammy Lauren). Zij werkt in een veilinghuis en wordt gevraagd wordt om de steen te taxeren. Als ze op de steen blaast, wekt ze de djinn.
Zodra de djinn vrij is, gaat hij van allerlei mensen wensen vervullen. Hij vat de wens echter zo op dat er iets ergs gebeurt, zodat hij sterker kan worden. Als degene die hem bevrijd heeft, drie wensen heeft gedaan, zal de wereld vergaan.

## Opvolgers
Op Wishmaster volgden drie vervolgfilms:
- Wishmaster 2: Evil Never Dies, het vervolg uit 1999
- Wishmaster 3: Beyond the Gates of Hell, het tweede vervolg uit 2001
- Wishmaster 4: The Prophecy Fulfilled, het laatste vervolg uit 2002

Deze drie films zijn direct verschenen op dvd.

## Trivia
- Het gegeven voorzichtig te zijn met wat je wenst, speelt in vele culturen een grote rol. Zie bijvoorbeeld De vrouw die rijkdom wilde.